# Стогодишњи хрватско-османски рат
Стогодишњи хрватско-османски рат (Познат и као Стогодишњи рат против Турака, Стогодишњи рат са Османлијама) био је низ сукоба, углавном ниског интензитета, између Османског царства и средњовековне Краљевине Хрватске (којом су владале династије Јагелонци и Запоље), и касније Хабзбуршке Краљевине Хрватске. Поред периода малих пограничних ратова, сукоб је такође био сведок великих освајачких кампања хрватских земаља које су предузимале Османлије, посебно током 16. века.
Ширење Османског царства је заустављено битком код Сиска 1593. године. Ипак, Османско царство је држало контролу над деловима Хрватске од 16. до краја 17. века, када је већина територија враћена у Великом турском рату, осим земаља познатих као Турска Хрватска (што по територији одговара данашњој западној Босни и Херцеговини) које су остале у османским рукама све до 19. века.

## Временски распон
Постоји неколико различитих података о тачној дужини трајања рата. Према једној групи историчара, рат је почео битком на Крбавском пољу 1493. године, а завршио се битком код Сиска 1593. године. Према другој групи историчара, рат је трајао од друге половине 15. века и током целог 16. века. Трећа група историчара означава Житвански мир из 1606. године као крај рата. До краја рата, Хрватска је сведена на „Остатке остатака“, а њена територија је бројала само 16.800 квадратних километара.
Због људских и територијалних губитака, 15. и 16. век су познати као „Два века Хрватске у жалости у лирско-епској песми Павла Ритера Витезовића из 1703. године.

## Позадина
До средине 14. века, Османско царство је учврстило своје упориште у Европи око града Галипоља. Ширење је настављено на Бугарско царство и Константинопољ. Османлије су 1361. године освојиле Адријанопољ и прогласиле га својом престоницом. Већи део Моравске Србије пао је под османску контролу након Косовске битке 1389. године, док је Бугарска заробљена 1396. године. Српска деспотовина је постала османски вазал. Ова освајања су отворила пут даље на запад и омогућила Османлијама да стигну до Краљевине Босне, као и Краљевине Хрватске и Краљевине Угарске. Хрватска и Угарска су од 1102. године биле у персоналној унији, а територијом Хрватске је управљао краљевски достојанственик (бан). Средњовековном Краљевином Славоније управљао је посебан бан и та територија није била део краљевске титуле. Жигмунд, краљ Угарске и Хрватске, предводио је крсташки рат код Никопоља против Османског царства 1396. године, који је резултирао поразом хришћанске војске. Потом је фокус усмерио на пограничниа подручја у свом царству. Жигмундова владавина је обележена династичким борбама. Венеција је то искористила и између 1409. и 1420. године успоставила контролу над Далмацијом. 
Пад Цариграда (1453) је омогућио Османском царству да ангажује више трупа за даља освајања. Босну је освојио султан Мехмед II у мају 1463. године, након заузимања Бобовца и погубљења Стефана Томашевићапоследњег босанског краља. Османске снаге су потом напале суседну Хрватску и млетачку Далмацију. Долине река Сане и Уне успешно је бранио хрватски бан Павло Шпиранчић током лета 1463. године. Османлије су своје упаде усмерили на југ, на хрватску област Крбаву и око приморског града Сења. Шпиранчић је заробљен у бици у септембру и умро је у заточеништву.
Краљ Матија Корвин је чекао да већина османских трупа напусти регион. У јесен 1463. године је предводио војску и освојио делове северне Босне и градове дуж река Врбас и Усора, укључујући и тврђаву Јајце у децембру, након тромесечне опсаде. Хрватски бан Стефан III Франкопан учествовао је у Корвиновом походу. Султан Мехмед није одмах одговорио на офанзиву. Основао је Босански санџак на територији некадашњег Босанског краљевства, који је постао почетна тачка османских упада у Хрватску. Корвин је именовао славонског племића Емерика Запољу за гувернера Босне, како би припремио одбрану. 
Мехмед је 1464. године окупио војску како би повратио изгубљене територије. Стигао је у Босну у јуну и започео једномесечну опсаду Јајца, али је напад био неуспешан. Корвин је повео офанзиву на североисточну Босну и дуж реке Дрине и заузео Сребреник. 

### Османски стил ратовања
Уобичајена османска тактика састојала се од пљачкања и жестоких препада које је обично спроводила лака коњица (акинџије). Циљ ових рација (донекле сличних <i id="mwzA">„шевашеима“</i> изведеним током Стогодишњег рата) био је застрашивање и деморалисање локалног становништва, исцрпљивање економских могућности и спречавање нормалног економског живота на пограничним подручјима, што би ослабило непријатељску одбрану. Тактика је била позната и као „мали рат“. Региони Крбаве и Лике су у почетку били главне мете османских напада, које су редовно предводили локални санџак-бегови. Планине и шуме средњовековне Хрватске пружале су заклон османским пљачкашким групама, омогућавајући им да дуже остану на хрватској територији. Касније су војводства Крањска, Штајерска и Корушка, Горичка грофовије и територије под млетачком контролом такође биле мета ових напада. 
Хрватске и савезничке хришћанске снаге су редовно ишле у контранападе, посебно у првим фазама рата, када су још увек могле да примене офанзивну тактику. Иако су акинџи у нападима покушавали да избегну непријатељску војску, до сукоба је понекад и долазило. Локалне војске пресретале или прогониле освајаче по повратку. У том тренутку, присуство заробљеника које би акинџије заробиле, као и тежак плен који су носили назад, учинили су њихов повратак споријим и стога рањивијим на непријатељске нападе, као што је био случај у бици код Уне 1483. године. Заробљеници заробљени у овим нападима обично су продавани као робови на османским пијацама робља.

#### Зоне ратне опасности
Према речима хрватског историчара Ивана Јурковића, опасне зоне погођене могућим нападима акинџија могу се класификовати у три нивоа:
- Прва зона је била територија Краљевине Хрватске, која није имала ефективну контролу ни са једне стране, као и делови Краљевине Хрватске који су били тешко погођени османским војним и паравојним операцијама. Ова зона је била до 50 километара дубоко на хрватској територији. Углавном је покривала подручја дуж границе и касније формирану Војну границу. Инфраструктура је била девастирана, а економски живот је патио. Ова зона је имала високу стопу емиграције, углавном у другу и трећу зону, заједно са емиграцијама у иностранство.
- Друга зона је повремено била изложена нападима османских редовних и нередовних снага. Подручје су контролисале хрватске власти и економски живот је још увек донекле функционисао. Ниво популације је био стабилан и имао је континуирани прилив расељених лица из прве зоне. Хрватски племићи су ову зону користили као ослонац и базу за одбрану или за покушаје поновног освајања својих поседа у првој зони. Ова подручја су живела као економска подршка војскама.
- Трећа зона је била углавном зона заштићена од османских напада, у којој већи део зоне није имао османских напада, иако је мало подручја било изложено њиховим налетима.[5]

## Хрватска у персоналној унији са Мађарском

### Рани сукоби
Након пада средњовековног Краљевства Босне под Османлије 1463. године, угарски краљ Матија Корвин основао је бановине Јајце и Сребреник, које су чиниле центар његовог новог одбрамбеног система. Иако се суочавао са потешкоћама у координацији и финансирању, систем је пружао заштиту северној Хрватској, Славонији и јужној Угарској, али су јадранска обала и јужна Хрватска и даље биле изложене нападима. Тврђаве Книн, Клис и Скрадин чиниле су главну линију одбране у Хрватској, док су Крупа, Бихаћ, Оточац и Сењ чиниле позадинску линију. Касније, 1469. године, формирана је Сењска капетанија као војна и административна јединица. Османске акинџије су 1467. године опљачкале околину Задра и Шибеника. Ово се поновило 1468. и 1469. године, заједно са пљачкашким нападима око Сења и преко реке Купе у Војводство Крањско . Још један напад на јужну Хрватску уследио је у јуну 1469. године, када је неколико хиљада људи заробљено. Поседи породица Франкопан и Курјаковић су посебно погођени овим османским нападима. Франкопани су такође били погођени Корвиновим мерама централизације и лишени су Сења и неколико других поседа. 
Након освајања Босне, Османлије су се прошириле и на већи део земље Стјепана Вукчића Косаче до 1465. године. Мостар су освојили 1466. године. У овом подручју је 1470. године основан Херцеговачки санџак.
Војска Хрватског краљевства заснивала се на бандеријалном систему, који је обухватао војнике на платном списку бана и оне који су припадали магнатима и племићима. Због трошкова одржавања и планинског терена Хрватске, пешадија је знатно бројчано надмашила коњицу. Јединице средњег и нижег племства представљале су најбројнији састав хрватских оружаних снага. Овим војскама је недостајала мобилност јер су чланови племићких породица били везани за своје често раштркане поседе, који су били рањиви на нападе акинџија. Хрватски племићи су сакупљали своје трупе на захтев својих грофова или жупана. Такав систем мобилизације био је спор и није могао да реагује на време како би спречио упад коњице. Иако су упади османских акинџија обично били успешни, снаге хрватског бана и локалних племића понекад су пресретале ове групе на њиховом путу назад на територију коју су држали Османлије. Грофови породице Зрински су 1475. и 1478. године из заседе напали османске трупе које су се враћале из напада и поразили их у долини Уне. 
Зарад боље војне организације, канцеларија хрватског бана спојена је са канцеларијом славонског бана 1476. године што је допринело процесу политичке интеграције између Хрватске и Славоније. Упркос свему раније поменутом, османска опасност није зауставила унутрашње сукобе између хрватског и словенског племства, што је додатно поткопавало ефикасну одбрану. 

### Битка код Крбаве
Упади су се наставили под султаном Бајазитом II, али са мањим интензитетом него 1470-их. Османлије су освојиле Херцег Нови 1482. године, чиме су завршиле освајање Косачиног царства. Војска коју је предводио хрватски бан Матијас Гереб је 1483. године уништила је османску војску у бици код Уне (код Новог Града). Седмогодишњи мировни споразум између Бајазита и Корвина потписан је касније исте године. До тада су стални ратови оставили многа села напуштеним и готово потпуно зауставили главну трговачку руту између Сења и Загреба надаље према Угарској. Корвин је умро 1490. године, а наследио га је Владислав II. Како се мировни споразум ближио крају, непријатељства су обновљена. Хрватске снаге су 1941. године поразиле још једну османску пљачкашку групу која се враћала из Крајске у бици код Врпиле у Лици. Пораз је приморао Османлије да обуставе своје нападе током следеће године. 
оДок су Франкопани покушавали да поврате контролу над градом Сењом у јулу 1493. године, који им је раније одузео краљ Матија Корвин, њихови напори довели су до сукоба са хрватским баном Емериком Деренчином, што је резултирало опсадом Сокоца. Док се ово одвијало, вест о још једном османском пљачкашком одреду који се враћао кроз Хрватску према Босни у августу, приморала их је да брзо закључе примирје и прекину опсаду. Деренчин је окупио војску коју су чинили бројни хрватски племићи и њихове јединице и покушао да блокира османски пут назад у Босну. Одлучио је да се суочи са османском војском у отвореној бици, иако су хрватски племићи безуспешно инсистирали да би постављање заседе у планинама била боља опција. Хрватска војска се 9. септембра сукобила са османским снагама код Удбине у Лици и претрпела је велики пораз у бици на Крбавском пољу. Османска стратегија и тактика коришћена у овој бици показала се супериорнијом од оне коју је користила хрватска страна. Иако исход битке није одмах осећен, она је убрзала пад моћи нижег и средњег племства.
Угарски краљ Владислав II је 1503. године закључио седмогодишњи мировни споразум са султаном Бајазитом. Османско царство је задржало стратешки важне утврђене градове Каменград и Кључ, који су одвајали Јајачку бановину од Хрватске. Споразум је обновљен 1511. године, али са ступањем новог султана Селима I на османски престо 1512. године, сви мировни уговори су поништени. Османлије су освојиле Сребренички бановину у јесен исте године. 
У међувремену, бан Петар Бериславић је у Хрватској наставио да брани земљу од Османлија. Извојевао је велику победу у бици код Дубице (1513). Такође је учествовао у бици код Јајца (1518) али је на крају погинуо у османској заседи у бици код Пљешевице 1520. године.
Након Бериславићеве смрти, краљ Луј II није именовао новог бана за Хрватску, док су га млетачке дипломате на двору у Будиму чак чуле како каже да му „Хрватска ништа не значи“. Хрватско племство је било обавештено о овоме, и почело је преговоре са Османлијама о томе да постане њихов вазал и да плаћа данак. 
Када је Београд пао у руке Османлија 1521. године, краљ Луј је именовао Ивана Карловића за Хрватског бана. Карловић је раније служио као млетачки кондотијеро, јер је бранећи своје поседе у Хрватској, бранио и млетачке земље од османских упада. Финансирао је одбрану Хрватске млетачким новцем. Пошто није имао користи од угарског краља, Карловић је такође успоставио контакте са Фердинандом Хабзбургом који је обезбедио неке трупе за одбрану Хрватске. Његова подршка је била ограничена, јер су се унутрашња аустријска војводства противила сталном стационирању својих трупа ван граница Светог римског царства. Фердинанд је ипак успео да прошири свој утицај у Хрватској. У мају 1522. године, након два претходна покушаја 1513. и 1514. године, босански санџак-бег Гази Хусрев-бег је опсео Книн, стару престоницу Хрватске. Иако је Карловић припремао снаге за помоћ, командант книнског гарнизона Михајло Војковић је одлучио да преда тврђаву. Неколико дана касније, и Скрадин се предао. Губитак Книна дао је додатни замах османском напредовању, док је водећа улога хрватске одбране јужно од реке Саве пала на Бихаћ. Након пада Книна и Скрадина, врховни војни командант Хабзбурза Никола, гроф од Салма, стигао је у Хрватску да се консултује са Карловићем о даљој одбрани од Османлија. Карловић је поднео оставку на место хрватског бана 1524. године јер је стално ратно стање против Османлија проузроковало опустошење свих његових поседа, што га је тешко осиромашило.

### Период међувладавине
Османске снаге предвођене султаном Сулејманом Величанственим одлучно су победиле мађарску војску предвођену краљем Лујем II у бици код Мохача (1526) што је довело до пропасти краљевине Угарске. Луј, који није имао наследника, погинуо је у бици. У насталом међувладавинском периоду, Хрватска и Мађарска постале су спорне територије између Фердинанда I из династије Хабзбург и Јана Запоље, војводе Трансилваније. Већина хрватских племића подржала је Фердинанда. Хрватски сабор се састао у Цетинграду 1. јануара 1527. године и једногласно изабрао Фердинанда за краља Хрватске.
Иако се Фердинанд Хабзбург приликом избора обавезао да ће пружити финансијску и војну помоћ племству које га је изабрало, у стварности се убрзо испоставило да није у стању да у потпуности испуни своја обећања. Хрватско племство је упорно тражило од њега да инвестира у обнову утврђења на пограничним подручјима према Османском царству и да пошаље праве трупе да их попуне. Обично су тврдили да бранећи Хрватску, Фердинанд заправо брани Свето римско царство од османских упада. У једном тренутку Хрвати су чак указали на могућност промене стране и заправо дозвољавања османским војскама да слободно прођу кроз Хрватску како би напале Свето римско царство. Фердинанд, међутим, који је прво уложио већину својих снага у грађански рат против Запоље, могао је да понуди само ограничену помоћ пре него што је грађански рат са Запољом решен.

## Хабзбуршки период

### Османско напредовање током међувладавине
Како је дошло до интензивирања грађанског рата за угарску круну између Фердинанда Хабзбурга и Јана Запоље, Османлије су искористиле нестабилност да додатно заузму хрватска утврђења у Обровцу, Удбини, Комићу и Мрсињу, чиме су учврстиле своју контролу над целом Крбавском жупанијом и отвориле пут за даље напредовање ка Лици. До априла 1529. године, бан Иван Карловић је у својим писмима написао да је османска коњица преплавила Лику и Крбаву, чинећи их полазном тачком за даље нападе на Хрватску и Крајску две године касније.
Јајце је пало 1528. године, Пожега 1536. године, Клис 1537. године, Надин и Врана 1538. године, померајући хрватско-османску границу на линију Пожега- Бихаћ - Велебит - Зрмања - Цетина.

### Кацијанерова кампања
Након што је победио Запољу у грађанском рату и као резултат сталног притиска хрватског племства, Фердинанд Хабзбург је 1537. године именовао Јохана Кацијанера за врховног краљевског капетана „нашег словенског краљевства“ на заједничком хрватско-славонском сабору одржаном у Крижевцима у пролеће 1537. године. Овај хрватско-славонски сабор прогласио је општи устанак. За логистику предстојеће кампање био је задужен за загребачки бискуп Симон Ердоди. Исти парламент је, међутим, одбио да потврди Кацијанера за врховног команданта, што је оставило ово важно питање нерешеним пре почетка офанзиве. Војска од 24.000 људи окупила се близу Копривнице и кренула ка Славонији како би протерала Османлије, а њихов главни циљ био је  Осијек. Како је хабзбуршка војска стигла до Вировитице, сукоби између различитих команданата су се распламсавали, а војска се суочила са нестанком хране. Јесење кише су такође изазвале болести међу војницима, што је десетковало војску. Пошто је осијечки гарнизон био појачан од стране Мехмед-бега Јахјапашића и тиме постао прејак да би га редовно опседавао, Кацијанер је наредио повлачење. Његову војску су пресрели Турци и на крају је завршила код Горјана. Врховни команданти попут Кацијанера и бискупа Ердодоја побегли су ноћ пре битке, док је оно што је остало од Кацијанерове војске потпуно уништено од стране Османлија у бици код Горјана 9. октобра 1537. године. 

### Војна граница
Фијаско Кацијанерове кампање направио је прекретницу и убедио је и хабзбуршког краља и хрватско-славонско племство да се окрену стварању одбрамбене тампон зоне која би се ослањала на систем утврђења у пограничним подручјима. Стара средњовековна утврђења у том подручју морала су бити ојачана и реконструисана у складу са савременим ренесансним стандардима. Исто тако, заједничке војске које су се супротстављале Османлијама морале су бити уједињене под заједничком командом како би се избегло неслагање међу командантима. Одбрамбени систем је такође морао бити трајно и систематски добро финансиран. То је довело до стварања Војне границе. Ова тампон зона, још у 16. веку, била је подељена на мање насеља. Неколико сличних капетанија чинило је Границу, па је тако на пример у подручју уз османску Славонију постојала Словенска граница. Словенска граница се даље протезала и формирала наставак са Хрватском границом чије је средиште од 1579. године био новоизграђени град Карловац. Корушко, крањско и штајерско племство пристало је да делимично финансира Војну границу како би задржало Османлије у Хрватској и Славонији и тиме их спречило да нападну њихове земље. Финансијски исцрпљено хрватско племство понекад је поклањало своја утврђења Штајерцима јер нису имали новца да их одржавају и бране. Подручје између Бовића и Бркишевине финансирао је хрватски бан и стога је названо Банска крајина, касније названо „Бановина“ или „Банија“. За разлику од остатка Војне границе чија је одбрана била под одговорношћу хабзбуршких војних власти, одбрана Банске границе је била одговорност Хрватске.
Поред редовних гарнизона у тврђавама Војне границе, трупе су биле распоређене и у мањим дрвеним палисадама квадратног облика са четири одбрамбене куле на угловима, намењеним заштити локалних сељана током османских упада. Такође су се између поменутих мањих тврђава налазила осматрачница са стражарима. У случају непријатељског напада, стражар на осматрачници би упозоравао пријатељске трупе на приближавање непријатеља пуцањем из топа или паљењем ватре. Тако организована служба омогућила је брзу мобилизацију у случају османског упада. 
У јануару 1539. године, краљ Фердинанд је распоредио војску од 3000-4000 шпанских плаћеника у Славонију како би управљали утврђењима, док је Никола Јуришић именован за врховног краљевског капетана у Славонији након Кацијанеровог пада.
Хрватско-славонски сабор је такође одлучио о регрутацији харамијскевојске од 300 људи како би се супротставилу честим османским мартолоским нападима. Долазак шпанске војске у Славонију привремено је зауставио османска освајања, тако да у периоду 1539–1540. године није било већих територијалних губитака. 
До краја 1540. године, Османско царство је окупирало хрватске поседе између Скрадина и Карина. До 1573. године, остатак далматинског залеђа, којим су сада углавном управљали млетачки градови, био је још више смањен продирањем Османлија. Османско царство је 1580. године формирало Босански ејалет (пашалук) уједињавањем Босанског, Херцеговачког, Личког, Пакрачког, Зворничког и Пожешког санџака, а присајединио му и Призренски и Вучитрнски санџак. Стога су створили велику провинцију под контролом босанског паше, која је такође укључивала освојене хрватске земље.

### Велика офанзива Хасан-паше
Османско царство је 1590. године закључило мировни споразум са Сафавидским Персијским царством. Иако је сам султан Мурат III био за очување мира и чак је потписао нови осмогодишњи мир са Хабзбурговцима 1591. године, његов велики везир Коџа Синан-паша је преферирао наставак рата на западним османским границама. Коџа Синан-паша је стога позвао новоименованог гувернера Босанског ејалета Телил Хасан-пашу да започне провокације на хрватској граници како би изазвао хрватски одговор и тиме убедио свог цара да крене у рат у Европи.
Исте године у пролеће, Османлије су изградиле понтонске мостове преко реке Саве код Градишке. У Бањалуци је почело гомилање трупа. Године 1591. стигао је обавештајни извештај Хрватског сабора у Загребу да је Хасан-паша мобилисао трупе из свих санџака под својом влашћу и да се спрема да покрене напад на једну од хрватских пограничних тврђава. Хрватски Сабор је прогласио општи устанак широм целе земље.
У августу 1591. године, Хасан-пашина војска је прешла реку Саву и упутила се у правцу тврђаве Сисак. Различити извори описују бројност његове војске од 16.000 до 35.000 људи. Опсео је тврђаву што је довело до Прве битке код Сиска (1591). Османлије нису могле да освоје тврђаву, па су се повукле назад у Градишку 11. августа.  Војска Словенске крајине и хрватски бан одговорили су опсадом тврђаве Мославина и присилили њен гарнизон на предају. Хасан-паша је убрзо одговорио слањем пљачкашке групе од око 5000 коњаника на словенску војну границу, али је његову пљачкашку групу пресрела и делимично уништила локална хришћанска капетанска група. Османлије су 6. новембра 1591. године успешно заузеле тврђаву Рипач.
Османлије су и у 1592. години наставиле своје офанзиве против Хрватске и успеле су да опседну и заузму град Бихаћ у јуну те године. Месец дана касније, даљи ратни сукоби довели су до битке код Бреста која се такође завршила победом Османлија. Међутим, управо је пораз код Бреста изазвао узбуну у већем делу Хабзбуршке монархије, па су хришћанске војске почеле да пристижу у Хрватску из целе Европе. Одлучујућа битка одиграла се у јуну 1593. године када је Хасан-паша покушао да по трећи пут освоји тврђаву Сисак и завршила се хришћанском победом. И сам Хасан-паша је погинуо у бици. Убрзо након тога, велики део хришћанских појачања се вратио кући. 
У међувремену, када је вест о османском поразу код Сиска стигла до Цариграда, султан Мурат III се разбеснео чувши ту вест. Стога је одлучио да објави рат Хабзбурговцима, започињући Дуги турски рат.

## Последице

### Битка код Сиска
Дана 15. јуна 1593. године, Сисак је поново био под опсадом босанског паше и његових газија. Гарнизоном у Сиску командовали су Блаж Ђурак и Матија Финтић, свештеници из Загребачке бискупије. Хабзбуршка помоћна војска под врховном командом штајерског генерала Рупрехта фон Егенберга брзо је окупљена да би прекинула опсаду. Хрватске трупе је предводио бан Хрватске, Тамаш Ердеди, док су главне снаге из Војводства Крајског и Војводства Корушког биле под командом команданта Хрватске војне границе Андреаса фон Ауерсперга, познатог као „Кранјски Ахил“. Дана 22. јуна, аустро-хрватска војска за помоћ је започела изненадни напад на опсадне снаге, а истовремено је гарнизон изашао из тврђаве да се придружи нападу; битка која је уследила резултирала је тешким поразом босанске османске војске, при чему је Хасан-паша погинуо у акцији, а скоро цела његова војска је збрисана. Битка се сматра главним катализатором за почетак Дугог рата који је беснео између Хабзбурговаца и Османлија од 1593. до 1606. године.

### Евалуација
Посматрајући читав период, Хабзбурговци су успели да постигну прилично повољан мировни споразум 1606. године. Према речима хрватског историчара и турколога Ненада Моачанина, неуспех Хасан-пашине офанзиве и његова смрт код Сиска означили су период 17. века који је карактерисала релативна стабилност хрватско-османске границе. Због унутрашњих проблема са којима се суочило (побуне, инфлација, криза тимарског система), Османско царство је изгубило офанзивни потенцијал који је раније имало, па је уместо даљих офанзивних покушаја против Хрватске, почело да јача своју одбрану дуж границе са хрватским земљама, заузимајући тако дефанзивнији став. 
Иако је Хрватско краљевство претрпело велике поразе у биткама, опстало је, задржавајући свој идентитет, религију и културу под Хабзбуршком монархијом.

## Међународни утицај
Хрватски пораз у бици на Крбавском пољу 1493. године забележио је чешки путник Јан Хасиштејнски од Лобковића током свог боравка у Задру . Хасиштејнски је описао тугу и беду међу Хрватима након битке. Вест о хрватском поразу на Крбави стигла је и до виндзорског двора енглеског краља Хенрија VII Тјудора, након што га је папа Александар VI обавестио у једном писму. У свом одговору, Хенри VII је вест назвао „веома узнемирујућом“. Вест се проширила и по немачким земљама, а 1493. године је у Бечу штампан памфлет о бици. Османски напади на Хрватску су такође били предмет расправе на немачком царском сабору (Рајхстагу).  Папа Лав X назвао је Хрватску Antemurale Christianitatis („Бадем хришћанства“) 1519. године,  будући да су Хрвати дали значајан допринос борби хришћанске Европе против муслиманских Турака.
Хрватски племић Бернардин Франкопан одржао је своју чувену серију латинских говора под називом „Oratio pro Croatia“ (Говор за Хрватску) на немачком царском сабору у Нирнбергу. У својим говорима, Франкопан је тражио помоћ од Немаца против „заједничког непријатеља наше свете вере“, уједно тражећи већу помоћ од Запада.
Након Треће битке код Сиска 1593. године, папа Климент VIII је похвалио и Андреаса фон Ауерсперга и хрватског бана Ердедија за њихове улоге у бици. Шпански краљ Филип II именовао је Ердедија витезом Ордена Сан Салвадора и послао му је златни бисерни ланац.

## Видети још
- Велики турски рат
- Хрватско-словеначки сељачки устанак - велики сељачки устанак који се догодио током Стогодишњег хрватско-турског рата.